# Orazio Acquaviva d'Aragona
Orazio Acquaviva d'Aragona, in religione Lorenzo (Conversano, ... – Formirola, 13 giugno 1617), è stato un vescovo cattolico italiano, vescovo di Caiazzo dal 1592 al 1617.

## Biografia
Nacque dal duca Gian Girolamo I Acquaviva d'Aragona e Margherita Pio di Savoia, fu inizialmente avviato alla carriera militare.
Nel 1574 prese i voti e divenne membro dell'Ordine dei frati minori cappuccini, assumendo il nome di Lorenzo. Il 26 dicembre 1576 divenne membro dell'Ordine cistercense, entrando poi nel monastero di Santa Maria di Castello, a Firenze.
Il 12 giugno 1592 papa Clemente VIII lo nominò vescovo di Caiazzo. Ricevette la consacrazione episcopale il 19 giugno successivo dall'arcivescovo Annibale di Capua, arcivescovo metropolita di Napoli.
Morì il 13 giugno 1617 a Formirola, per le conseguenze di una caduta da cavallo.

## Genealogia episcopale
La genealogia episcopale è:
- Cardinale Pier Francesco Ferrero
- Patriarca Giovanni Trevisan, O.S.B.
- Arcivescovo Annibale di Capua
- Vescovo Orazio Acquaviva d'Aragona, O. Cist.

## Ascendenza
|                                                         |                                                |                                                     | Genitori                                         |  |  | Nonni |  |  | Bisnonni                                                |  |  | Trisnonni                                             |  |
|                                                         |                                                |                                                     |                                                  |  |  |       |  |  | Andrea Matteo III Acquaviva d'Aragona, VIII duca d'Atri |  |  | Giulio Antonio I Acquaviva d'Aragona, VII duca d'Atri |  |
|                                                         |                                                |                                                     |                                                  |  |  |       |  |  | Andrea Matteo III Acquaviva d'Aragona, VIII duca d'Atri |  |  | Giulio Antonio I Acquaviva d'Aragona, VII duca d'Atri |  |
|                                                         |                                                | Caterina Orsini del Balzo, contessa di Conversano   |                                                  |  |  |       |  |  | Andrea Matteo III Acquaviva d'Aragona, VIII duca d'Atri |  |  |                                                       |  |
| Giannantonio Donato Acquaviva d'Aragona, IX duca d'Atri |                                                |                                                     |                                                  |  |  |       |  |  | Andrea Matteo III Acquaviva d'Aragona, VIII duca d'Atri |  |  |                                                       |  |
|                                                         |                                                | Isabella Todeschini Piccolomini d'Aragona           | Antonio Todeschini Piccolomini, IV duca d'Amalfi |  |  |       |  |  |                                                         |  |  |                                                       |  |
|                                                         |                                                | Isabella Todeschini Piccolomini d'Aragona           | Antonio Todeschini Piccolomini, IV duca d'Amalfi |  |  |       |  |  |                                                         |  |  |                                                       |  |
|                                                         |                                                | Isabella Todeschini Piccolomini d'Aragona           | Maria d'Aragona                                  |  |  |       |  |  |                                                         |  |  |                                                       |  |
| Gian Girolamo I Acquaviva d'Aragona, X duca d'Atri      |                                                | Isabella Todeschini Piccolomini d'Aragona           |                                                  |  |  |       |  |  |                                                         |  |  |                                                       |  |
|                                                         |                                                | Giovanni Battista Spinelli, I duca di Castrovillari | Troiano Spinelli, I barone di Summonte           |  |  |       |  |  |                                                         |  |  |                                                       |  |
|                                                         |                                                | Giovanni Battista Spinelli, I duca di Castrovillari | Troiano Spinelli, I barone di Summonte           |  |  |       |  |  |                                                         |  |  |                                                       |  |
|                                                         |                                                | Giovanni Battista Spinelli, I duca di Castrovillari | Maria Caracciolo                                 |  |  |       |  |  |                                                         |  |  |                                                       |  |
| Isabella Spinelli                                       |                                                | Giovanni Battista Spinelli, I duca di Castrovillari |                                                  |  |  |       |  |  |                                                         |  |  |                                                       |  |
|                                                         |                                                | Livia Caracciolo                                    | Tristano Caracciolo, signore di Ponte Albaneto   |  |  |       |  |  |                                                         |  |  |                                                       |  |
|                                                         |                                                | Livia Caracciolo                                    | Tristano Caracciolo, signore di Ponte Albaneto   |  |  |       |  |  |                                                         |  |  |                                                       |  |
|                                                         |                                                | Livia Caracciolo                                    | Beatrice Piscicelli                              |  |  |       |  |  |                                                         |  |  |                                                       |  |
| Orazio Acquaviva d'Aragona                              |                                                | Livia Caracciolo                                    |                                                  |  |  |       |  |  |                                                         |  |  |                                                       |  |
|                                                         | Lionello I Pio di Savoia, VII signore di Carpi | Alberto II Pio di Savoia, VI signore di Carpi       |                                                  |  |  |       |  |  |                                                         |  |  |                                                       |  |
|                                                         | Lionello I Pio di Savoia, VII signore di Carpi | Alberto II Pio di Savoia, VI signore di Carpi       |                                                  |  |  |       |  |  |                                                         |  |  |                                                       |  |
|                                                         | Lionello I Pio di Savoia, VII signore di Carpi | Agnese del Carretto                                 |                                                  |  |  |       |  |  |                                                         |  |  |                                                       |  |
| Alberto III Pio di Savoia, VIII signore di Carpi        | Lionello I Pio di Savoia, VII signore di Carpi |                                                     |                                                  |  |  |       |  |  |                                                         |  |  |                                                       |  |
|                                                         |                                                | Caterina Pico                                       | Gianfrancesco I Pico, conte di Concordia         |  |  |       |  |  |                                                         |  |  |                                                       |  |
|                                                         |                                                | Caterina Pico                                       | Gianfrancesco I Pico, conte di Concordia         |  |  |       |  |  |                                                         |  |  |                                                       |  |
|                                                         |                                                | Caterina Pico                                       | Giulia Boiardo                                   |  |  |       |  |  |                                                         |  |  |                                                       |  |
| Margherita Pio di Savoia                                |                                                | Caterina Pico                                       |                                                  |  |  |       |  |  |                                                         |  |  |                                                       |  |
|                                                         |                                                | Franciotto Orsini                                   | Orso Orsini, signore di Monterotondo             |  |  |       |  |  |                                                         |  |  |                                                       |  |
|                                                         |                                                | Franciotto Orsini                                   | Orso Orsini, signore di Monterotondo             |  |  |       |  |  |                                                         |  |  |                                                       |  |
|                                                         |                                                | Franciotto Orsini                                   | Constanza Savelli                                |  |  |       |  |  |                                                         |  |  |                                                       |  |
| Cecilia Orsini                                          |                                                | Franciotto Orsini                                   |                                                  |  |  |       |  |  |                                                         |  |  |                                                       |  |
|                                                         |                                                | Violante Orsini                                     | Pierfrancesco Orsini, signore di Bomarzo         |  |  |       |  |  |                                                         |  |  |                                                       |  |
|                                                         |                                                | Violante Orsini                                     | Pierfrancesco Orsini, signore di Bomarzo         |  |  |       |  |  |                                                         |  |  |                                                       |  |
|                                                         |                                                | Violante Orsini                                     | Giulia Beccaria                                  |  |  |       |  |  |                                                         |  |  |                                                       |  |
|                                                         |                                                | Violante Orsini                                     |                                                  |  |  |       |  |  |                                                         |  |  |                                                       |  |